# Linia kolejowa Poříčany – Nymburk
Linia kolejowa Poříčany – Nymburk – jednotorowa, zelektryfikowana regionalna linia kolejowa w Czechach. Łączy Poříčany i Nymburk. W całości znajduje się w kraju środkowoczeskim.